# George Anson
George Anson, 1. baron Anson (Geoge Anson, 1st Baron Anson of Soberton) (23. dubna 1697, Staffordshire, Anglie – 6. června 1762, Moor Park, Anglie) byl britský admirál. Od mládí sloužil u královského námořnictva a zúčastnil se válek v Evropě a koloniích. V letech 1740–1743 podnikl zeměpisnou plavbu kolem světa. V roce 1747 byl s titulem barona povolán do Sněmovny lordů, od roku 1748 byl admirálem. S krátkou přestávkou byl více než deset let britským ministrem námořnictva (1751–1756, 1757–1762). Kromě reforem v námořnictvu měl významný podíl na strategii tažení proti Francii za sedmileté války a patřil k významným osobnostem uplatnění britského vlivu v Kanadě.

## Mládí

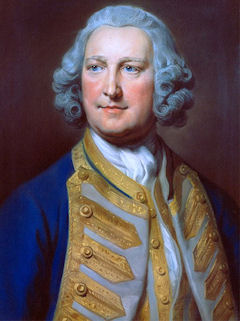
Admirál George Anson (Francis Cotes)

Pocházel z drobné šlechtické rodiny ze Staffordshire, byl mladším synem Williama Ansona, po matce Janet Carrier byl synovcem významného právníka 1. hraběte z Macclesfieldu. V námořnictvu sloužil od roku 1712 a zúčastnil se závěrečných operací války o španělské dědictví. Již v roce 1716 byl poručíkem a pod velením admirála Norrise se zúčastnil bitvy u Passara, později sloužil pod admirálem Byngem a v roce 1722 byl samostatným velitelem lodi, v roce 1723 dosáhl hodnosti kapitána. Jako komodor (1737) se zúčastnil války o Jenkinsovo ucho.
V letech 1740–1743 vedl zeměpisnou expedici kolem světa, cesta se potýkala s nepřízní počasí (Mys Dobré naděje), neochotou navštívených zemí (Čína) i s úbytkem námořníků kvůl nemocem. Plavbu se mu podařilo dokončit a významným způsobem obohatil zeměpisné poznatky o Zemi a kartografii. Během cesty kolem světa byl v roce povýšen 1741 na kontradmirála, po návratu do Anglie byl jmenován viceadmirálem. (1744). V letech 1744–1751 byl zároveň lordem admirality a v letech 1744–1747 poslancem Dolní sněmovny. Za války o rakouské dědictví dosáhl vítězství nad Francouzi v bitvě u Finisterre (1747), načež byl povýšen na barona a povolán do Sněmovny lordů. V roce 1748 byl povýšen na admirála a v letech 1749–1762 zastával čestnou hodnost viceadmirála Velké Británie.

## Ministr námořnictva

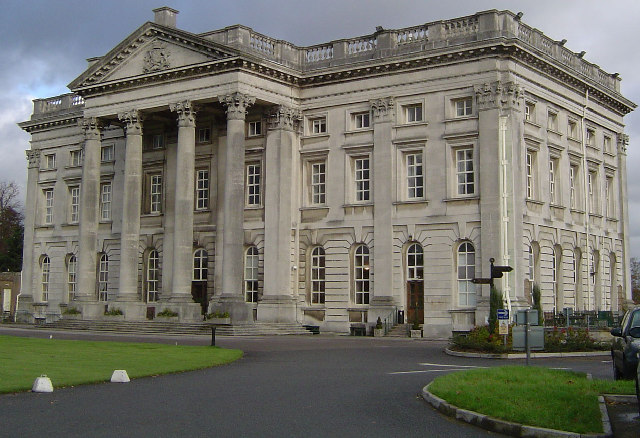
Zámek Moor Park (Hertfordshire), sídlo admirála Ansona od roku 1752

V roce 1750 byl jmenován členem Tajné rady a v době nepřítomnosti Jiřího II. v Británii byl též členem místodržitelského sboru (1752). Namísto hraběte Sandwiche byl v roce 1751 povolán do Pelhamovy vlády jako ministr námořnictva a tuto funkci zastával i v následujícím kabinetu Pelhamova bratra vévody z Newcastle do roku 1756. Na začátku sedmileté války se premiérem nakrátko stal vévoda z Devonshire a ve funkci prvního lorda admirality se vystřídali George Grenville a hrabě z Winchilsey Díky průběhu války se ale v létě 1757 premiérem stal znovu vévoda z Newcastle a lord Anson s podporou svého tchána hraběte z Hardwicke znovu obdržel funkci ministra námořnictva, vykonával ji až do smrti v roce 1762. Snažil se o řadu reforem, mimo jiné zlepšení zdravotní péče, sjednocení uniforem pro důstojníky nebo nový systém rozdělení lodí podle počtu zbraní. Méně úspěšný byl v odstranění korupce mezi podnikateli spolupracující s královským námořnictvem, s tímto problémem se potýkala řada jeho nástupců až do 19. století. Během sedmileté války ještě jednou osobně převzal velení v Lamanšském průlivu (1758) a v letech 1761–1762 kromě funkce ministra námořnictva zastával post vrchního velitele Royal Navy (1761–1762).
Během válek značně zbohatl převzetím nákladů nepřátelských lodí a postupně koupil dva zámky. Po vymření rodu Pastonů (1732) získal panství Paston Hall (Norfolk), jeho hlavním sídlem se později stal zámek Moor Park (Hertfordshire), který koupil v roce 1752. Zde také zemřel náhle při procházce v parku 6. června 1762 ve věku 65 let.
V roce 1748 se oženil s Elizabeth Yorke (1725–1760), dcerou lorda kancléře 1. hraběte z Hardwicke. Jejich manželství zůstalo bez potomstva, bezdětný zemřel i Georgův starší bratr Thomas (1695–1774), dlouholetý člen Dolní sněmovny. Jméno a majetek pak převzal jejich synovec George Adams (1731–1789), který od roku 1774 užíval příjmení Anson. Jeho potomstvo později získalo titul hrabat z Lichfieldu.
Jméno admirála Ansona neslo v 18.–20. století celkem devět válečných lodí královského námořnictva.